# Strażnica WOP Bielawa Dolna

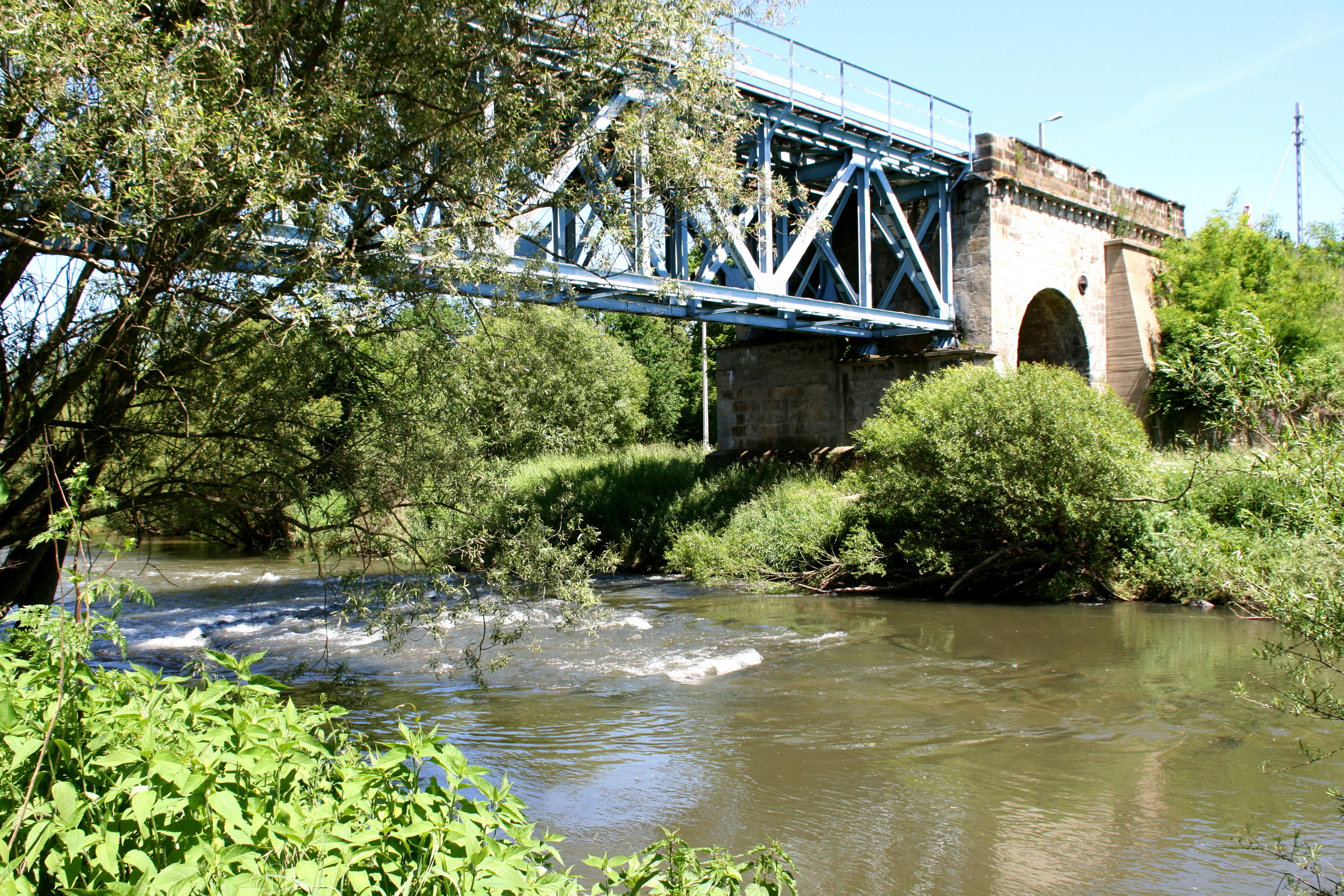
Most kolejowy na Nysie Łużyckiej, przejście graniczne Węgliniec-Horka. To obecnie najbardziej wysunięty na wschód most w Niemczech (czerwiec 2010)

Strażnica Wojsk Ochrony Pogranicza Penzig/Bielawa Dolna – zlikwidowany podstawowy pododdział Wojsk Ochrony Pogranicza pełniący służbę graniczną na granicy z Niemiecką Republiką Demokratyczną i Republiką Federalną Niemiec.
Strażnica Straży Granicznej w Bielawie Dolnej – zlikwidowana graniczna jednostka organizacyjna Straży Granicznej realizująca zadania bezpośrednio w ochronie granicy państwowej z Republiką Federalną Niemiec.

## Formowanie i zmiany organizacyjne

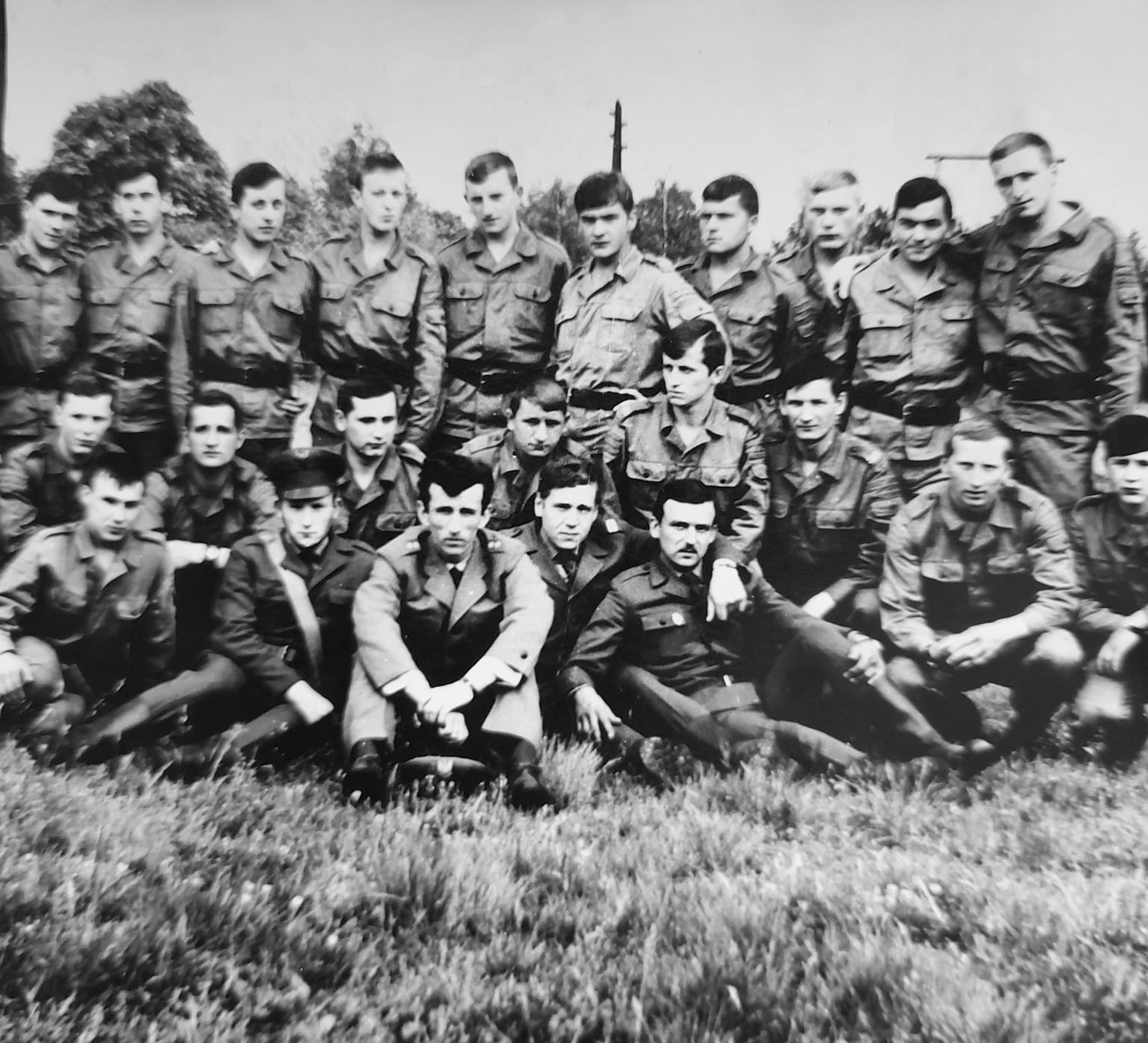
Załoga strażnicy (1973)

Strażnica została sformowana w 1945 w strukturze 4 komendy odcinka Zgorzelec jako 19 strażnica WOP o stanie 56 żołnierzy. Kierownictwo strażnicy stanowili: komendant strażnicy, zastępca komendanta do spraw polityczno-wychowawczych i zastępca do spraw zwiadu. Strażnica składała się z dwóch drużyn strzeleckich, drużyny fizylierów, drużyny łączności i gospodarczej. Etat przewidywał także instruktora do tresury psów służbowych oraz instruktora sanitarnego.
10 listopada 1946 przeniesiono strażnicę do kolonii Bielawa Dolna . W 1947 została przeformowana została na strażnicę I kategorii – 55 wojskowych.
W związku z reorganizacją oddziałów WOP, 24 kwietnia 1948 19 strażnica OP Bielawa Dolna została włączona w struktury 18 batalionu Ochrony Pogranicza, a 1 stycznia 1951 84 batalionu WOP w Zgorzelcu.
Od 15 marca 1954 wprowadzono nową numerację strażnic na szczeblu krajowym, a strażnica I kategorii otrzymała nr 25.
W 1956 rozpoczęto numerowanie strażnic na poziomie brygady. Strażnica I kategorii Bielawa Dolna była 25 w 8 Brygadzie Wojsk Ochrony Pogranicza.
W 1960, po kolejnej zmianie numeracji, strażnica posiadała numer 3 i zakwalifikowana była do kategorii II w strukturach 84 batalionu WOP w Zgorzelcu 8 Łużyckiej Brygady WOP .
W 1964 strażnica WOP nr 2 Bielawa Dolna uzyskała status strażnicy lądowej i zaliczona została do II kategorii w strukturach 84 batalionu WOP w Zgorzelcu.
Straż Graniczna:
Po rozwiązaniu Wojsk Ochrony Pogranicza, 16 maja 1991 strażnica w Bielawie Dolnej weszła w podporządkowanie Łużyckiego Oddziału Straży Granicznej i przyjęła nazwę Strażnica Straży Granicznej w Bielawie Dolnej (Strażnica SG w Bielawie Dolnej).

## Ochrona granicy

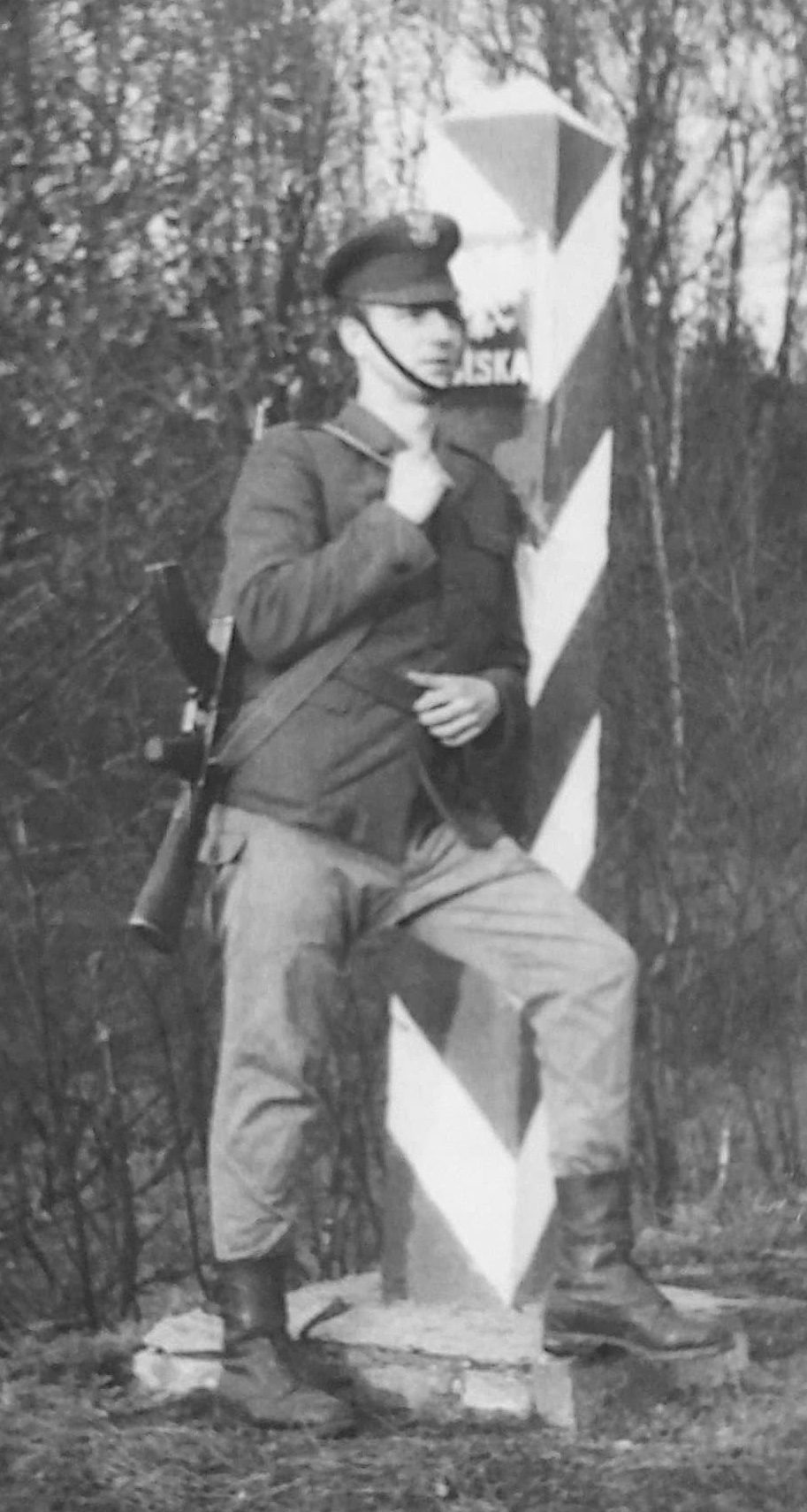
Żołnierz WOP szer. Jacek Kargol z kbk AK przy polskim znaku granicznym (1972)

W 1968 zainstalowano i włączono do eksploatacji urządzenia na podczerwień typu US-1 na prawym odcinku strażnicy Bielawa Dolna.

## Strażnice sąsiednie
- 18 strażnica WOP Penzig ⇔ 20 strażnica WOP Sobolice – 1946
- 18a strażnica OP Pieńsk ⇔ 20 strażnica OP Sobolice – do 04.09.1949
- 18a strażnica OP Pieńsk ⇔ 20a strażnica OP Toporów – 05.09 1949
- 24 strażnica WOP Pieńsk kat. I ⇔ 26 strażnica WOP Toporów kat. I – 1956
- 4 strażnica WOP Pieńsk kat. II ⇔ 2 strażnica WOP Toporów kat. II – 01.01.1960
- 3 strażnica WOP Pieńsk lądowa kat. II ⇔ 1 strażnica WOP Toporów lądowa kat. II – 01.01.1964

Straż Graniczna:
- Strażnica SG w Pieńsku ⇔ Strażnica SG w Sobolicach – 16.05.1991.

## Komendanci/dowódcy strażnicy

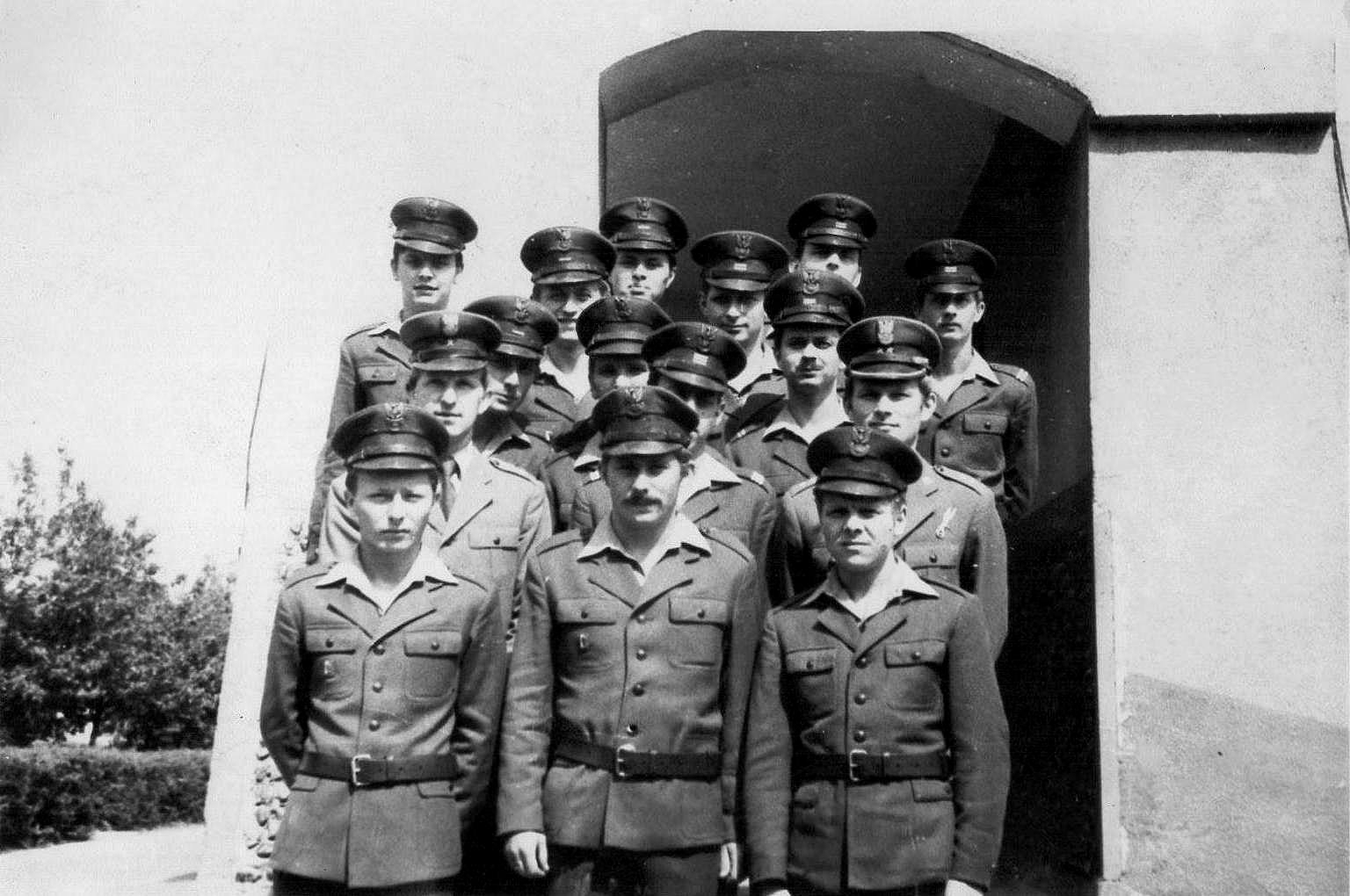
D-ca strażnicy ppor. Gocał z załogą (lato 1981)

| stopień    | imię i nazwisko | okres pełnienia służby |
| ---------- | --------------- | ---------------------- |
| por.       | Tomasz Piwko    | był w 1951             |
| chor.      | Tadeusz Koziak  | był w 1952             |
| kpt.       | Sobieszak       | był w 1971–1973        |
| por.       | Zenon Traczuk   | 1973−1976              |
| kpt.       | Beker           | był w 1980             |
| ppor./por. | Gocał           | 1980–1982              |
| ppor./kpt. | Marek Ceglecki  | 1982−był w 1984        |